# Torasemid
Torasemid je, kao i furosemid, diuretik Henleove petlje. 

## Djelovanje
Veže se na Na+/K+/2Cl- suprijenosnik na luminalnoj membrani debelog segmenta uzlaznog kraka Henleove petlje i blokira povratak natrija u krvotok. Dakako, zbog toga dolazi do povećanog gubljenja kalija u donjim segmentima nefrona. Snažno potiče izlučivanje mokraće, ovisno o dozi sve dok se ne postigne visoki plato. Pri nižim dozama, obzirom na stupanj i trajanje diureze nalikuje diureticima tiazidskog reda. 

## Primjena
Koristi se za liječenje hipertenzije, edema zbog kongestivnog srčanog zatajenja te edema zbog bolesti jetre ili bubrega. Također, koristi se i u slučajevima plućnog edema. Potentniji je od furosemida i definirana dnevna doza torasemida iznosi 15 mg.

## Nuspojave
Torasemid ne smiju uzimati pacijenti koji pate od zatajenja bubrega, u hepatičkoj komi i pretkomi, u slučajevima hipotenzije, trudnoće i dojenja te srčanih aritmija. Ako postoje hipokalijemija, hiponatrijemija, hipovolemija te poremećaji mokrenja treba ih korigirati prije početka liječenja torasemidom. Pri dugotrajnom liječenju torasemidom, preporučuje se redovito praćenje vrijednosti elektrolita, glukoze, mokraćne kiseline, kreatinina i lipida u krvi.
Kao i pri primjeni drugih diuretika, ovisno o dozi i trajanju liječenja, može doći do poremećaja ravnoteže vode i elektrolita, posebice pri značajno smanjenom unosu soli. Može doći do hipokalijemije (posebice uz prehranu siromašnu kalijem, uz povraćanje i proljev, pretjerano trošenje laksativa ili u slučaju zatajenja jetre).
Ako je diureza značajna, posebice na početku liječenja i u starijih bolesnika, mogu se pojaviti simptomi i znaci manjka elektrolita i volumena krvi kao što su: glavobolja, vrtoglavica, hipotenzija, slabost, pospanost, konfuzna stanja, gubitak apetita i grčevi. Može doći do povišenja mokraćne kiseline, glukoze i lipida.